# リンガラ語
リンガラ語（リンガラご、Lingála）は、コンゴで用いられるバントゥー語族の言語である。コンゴ民主共和国、コンゴ共和国、アンゴラ、中央アフリカ共和国に分布し、話者の人口は1000万強である。コンゴ川中流域において広く話され、コンゴ民主共和国の首都キンシャサの共通語もリンガラ語である。19世紀後半にヨーロッパ列強がこの地方に進出し、交易が盛んになるとともにリングワ・フランカとして誕生し、ベルギー領コンゴ時代に布教や交易、軍隊用語として定着した。クレオール言語であり、ヨーロッパ諸語からの借用語も多い。特に両コンゴにおいて、共通語として広く使われ、リンガラ語によるテレビやラジオ、新聞が多く発行されている。またスークース（リンガラ音楽）と呼ばれるリンガラ語によるポップミュージックがキンシャサを中心に1970年代以降さかんになり、コンゴのみならずアフリカ各国に影響を与えた。別名にバンガラ（語）（Bangala, bangála）があるが、これは特定の地域で話されている方言の一種を指したり（参照: #方言）、リンガラ語の話者を指したりする場合がある。しかし、バンガラという名称は特定の民族集団を指すわけではない。

## 歴史

コンゴ民主共和国の河川および都市の図

リンガラ語の形成過程について明確に説明した記録は残されていない。コンゴ川流域では様々なバントゥー語が話されており、それらが今日のリンガラ語のもとになったと見られているが、その中でも特にボバンギ語（Bobangi）がリンガラ語と文法がほぼ同じで、リンガラ語にある語彙の半数が見られるなど、リンガラ語形成に及ぼした影響が強いと見られている。リンガラ語とボバンギ語の関係について論じた文献はいくつか見られるが、Bokamba (2009) によると、まず Whitehead (1899) はボバンギ語とリンガラ語との間に多数の同系語が認められる点を根拠に、ボバンギ語からリンガラ語が生じてウバンギ川（Ubangi）沿岸部のコンゴの交易人たちの間の通商語となり、やがてコンゴ川伝いにコンゴ民主共和国北東部のキサンガニ（Kisangani）まで爆発的に広まった、とする見方に立っている。Bokamba はホワイトヘッドと同様の見方は Guthrie (1935)、Bwantsa-Kafungu (1970, 1972)、Bokula (1983) など、他の数々の研究者たちもとってきたものであるとしている。Mumbanza (1973) はこれとは裏腹にリンガラ語の母体となった河岸部の言語はいくつも存在し、ボバンギ語はその一つであったに過ぎないと主張している。Samarin (1982; 1985; 1990/1991) はリンガラ語はボバンギ語からのピジンの形で19世紀後期の中央アフリカ植民地化の時期にリングワ・フランカとして発達し、またボバンギ語自体も植民地化よりも前の時点においてはカサイ川（Kasai）とコンゴ川の合流点を起点として通商語として用いられていたと主張している。
その後、リンガラ語は布教活動を展開しようとしたキリスト教の宣教師たち、特にマンカンザを拠点としたスヘウト派（仏: scheutistes）のデ・ブーク（De Boeck）の手により、周辺で話されていた言語の構造を参考とした文法や語彙の整備が行われた。このような経緯により成立したリンガラ語は学校リンガラ語（仏: lingala scolaire）、文語リンガラ語（仏: lingala littéraire）もしくは古典リンガラ語（仏: lingala classique）と呼ばれている。

## 方言
カトリック教会が布教のために用いた文語が標準語となっている。また両コンゴの首都では他のバントゥー語に大きく影響されたキンシャサ方言、ブラザヴィル方言が存在する。また、コンゴ民主共和国北東部のウエレ川（Uele）上流域で話される、形態的に極めて単純化され、ピジン化したリンガラ語の方言が存在するが、これはバンガラ（bangála）と呼ばれる。

## 共通語として
コンゴ民主共和国においては1991年時点（当時はザイール）で一説によれば250もの様々な部族語が話されていたこともあり、部族間での意思疎通を行うためには共通語が必要となる事情がある。中南部ではルバ語（Luba）、東部ではスワヒリ語、西部ではコンゴ語（Kongo）、そして北西部ではリンガラ語が地域共通語として互いに拮抗し、国を四分する構図となってきた。このような事情もあり、コンゴ民主共和国の「国語」（仏: langues nationales; 英: national languages）は4言語それぞれの使用を推し進めようとする人々の努力にもかかわらず、政治的な問題や部族主義的な利害関係の問題もあり、統一はされてこなかった。ただ1991年以前の段階において、由来が特定の部族に限定されるものではないリンガラ語やスワヒリ語が、他の2言語よりも優勢となる傾向が見られた。
リンガラ語は政府関係書類、教育文書、法廷記録でも使用されており、地域の住民にとっては日常生活を送る上で決して無視することができない存在である。またコンゴ民主共和国においては軍隊用語として使用される時期が長く続いた。

## 文字と発音
1976年に Société Zaïroise des Linguistes が制定した正書法では広いエ,オを表すのにIPAにある ɛ と ɔ の字を用いるとされるが、印刷やキーボードの都合で ɛ、ɔ も狭いエ、オと同じく e、o と書くのが主流になっている。

### 子音
- b [b]
- c またはsh [ʃ]
- d [d]
- f [f]
- g [g]
- h [h]
- k [k]
- l [l]
- m [m]
- n [n]
- ny [ɲ]
- p [p]
- r [r]
- s [s]
- t [t]
- v [v]
- w [w]
- y [j]
- z [z][注 3]

### 母音
|      | 前  | 後  |
| ---- | --- | --- |
| 狭   | [i] | [u] |
| 半狭 | [e] | [o] |
| 半広 | [ɛ] | [ɔ] |
| 広   | [a] |     |

上表のような7母音の体系をなす。これはバントゥー祖語以来受け継がれてきた特徴であるが、コンゴ地域には他にも5母音体系のコンゴ語やルバ語話者がおり、彼らの言語の影響によりリンガラ語の7母音体系は揺らいできている。キンシャサ方言では ɛ、ɔ が e、o と区別されない傾向がある。文法書の一つである Meeuwis (1998) も先述の7つの母音があるとしながらも、表記の上では基本的に ɛ、ɔ と e、o を区別していない。
- ɛ、ɔ と e、o は同じ単語に並存しない
- á、é、í、ó、ú のように '́' のついている字は高く発音する
- â、ê、î、ô、û のように '^' のついている字は高から低へ下がる
- ǎ、ě、ǐ、ǒ、ǔ のように 'ˇ' のついている字は低から高へ上がる
- a、e、i、o、u のようにアクセント記号のつかない字は低く発音する

## 文法
#歴史で触れたようにリンガラ語の文法はボバンギ語とほぼ同一であり、ボバンギ語からリンガラ語が生じたとする見方が優勢でもあるが、口語では様々な文法要素の簡略化が見られる。

### 形態論

#### 名詞
他のバントゥー語と同様に語頭の音節が名詞の種類（クラス）を表す（下表）。またクラスが語義の分類を表す傾向がある（第1、2クラスは人、第9、10クラスは動物）が、例外も多い。
| クラス | 語頭 | 語例   | 訳           |
| ------ | ---- | ------ | ------------ |
| 1      | mo   | mopési | 奴隷         |
| 2      | ba   | bapési | 奴隷（複数） |
| 3      | mo   | mukíla | 尾           |
| 4      | mi   | mikíla | 尾（複数）   |
| 5      | li   | liloba | 言葉         |
| 6      | ma   | maloba | 言葉（複数） |
| 7      | e    | elokó  | 釜           |
| 8      | bi   | bilokó | 釜（複数）   |
| 9      | N    | ntaba  | 羊           |
| 10     | N    | ntaba  | 羊 (複数)    |
| 9a     | Ø    | sánzá  | 月           |
| 10a    | Ø    | sánzá  | 月 (複数)    |
| 11     | lo   | lolemo | 舌           |
| 14     | bo   | bosoto | 汚れ         |
| 15     | ko   | kotála | 見る、会う   |

- 番号は15あるが単数と複数が組になるので種類は8個である。また、この番号の振り方はバントゥー語研究者による文献で一般的に用いられているものであるが、リンガラ語の場合第12、13クラスにあたるものは存在しない[9]。
- 第9、10クラスは後続する音が t、d のときに n、p、b のときに m になる。
- 第9クラスで器具を表す名詞は複数でba-をとる。
  - 例1: lutu〈匙1つ〉- balutu〈いくつかの匙〉
  - 例2: mesa〈1つの卓〉- bamesa〈いくつかの卓〉
  - 例3: sani〈1枚の皿〉- basani〈数枚の皿〉
- 第9a、10aクラスは語頭がないが文脈によって単複を判断する。
- 第11クラスには第6クラスや第10クラス、第14クラスには第6クラスが複数として対応する場合が見られる。
  - 例1: lobɔ́kɔ〈腕〉（11）- mabɔ́kɔ〈数本の腕〉 （6）[5]
  - 例2: lobálá〈囲い〉（11）- mbálá〈いくつかの囲い〉（10）[5]
  - 例3: bondóki〈鉄砲〉（14）- mandóki〈数丁の鉄砲〉（6）[5]
- 第15クラスには動詞の不定形が含まれる[5]。
- makilá〈血〉（6）や bolingo〈愛〉（14）のように対応する単数や複数のクラスが存在しない語も見られる[5]。

このような名詞の語頭は文語においては形容詞や動詞の接頭辞とも形が呼応する（文法的一致）が、口語では形容詞接頭辞がほぼ第3クラスの mo- で固定されたりするなどの簡略化が見られる。

#### 代名詞
まず、独立人称代名詞については以下の通りである。
|        | 単数 | 複数  |
| ------ | ---- | ----- |
| 一人称 | ngáí | bísó  |
| 二人称 | yɔ́   | bínó  |
| 三人称 | yé   | bangó |

三人称単数の yé は男女の区別がなく、〈彼〉と〈彼女〉の両方を表し得る。
一方、物を表す三人称の名詞を指す独立代名詞は、その名詞のクラスに対応する接頭辞を -angó という語幹に接続することで生成される。接頭辞の一覧は以下の通りである。
| クラス | 接頭辞 |
| ------ | ------ |
| 1      | o-     |
| 2      | ba-    |
| 3      | mo-    |
| 4      | mi-    |
| 5      | li-    |
| 6      | ma-    |
| 7      | e-     |
| 8      | bi-    |
| 9      | e-     |
| 10     | i-     |
| 11     | lo-    |
| 14     | bo-    |
| 15     | e-     |

この代名詞接頭辞は他にも
- 1から5までの数の接頭辞
- 指示詞 -ye〈この〉、-ná[注 5]〈あの〉の接頭辞

などとして用いられる。

#### 動詞
動詞の主語を表す接頭辞は、まず一人称と二人称の人間を表すものに関しては以下の通りである。
|        | 単数 | 複数 |
| ------ | ---- | ---- |
| 一人称 | na-  | to-  |
| 二人称 | o-   | bo-  |

次いで三人称の主語を表す接頭辞は以下のように、主語となる名詞類のクラスによる使い分けが見られる。
| クラス | 接頭辞 |
| ------ | ------ |
| 1      | a-     |
| 2      | ba-    |
| 3      | mo-    |
| 4      | mi-    |
| 5      | li-    |
| 6      | ma-    |
| 7      | e-     |
| 8      | bi-    |
| 9      | e-     |
| 10     | i-     |
| 11     | lo-    |
| 14     | bo-    |
| 15     | e-     |

以下は、主に人間を主語とする場合の kosala〈する、作る〉を例とする活用の一覧である。
|        |          |        | 単数                | 複数                |
| ------ | -------- | ------ | ------------------- | ------------------- |
| 現在   | [ 注 6 ] | 一人称 | nakosala            | tokosala            |
| 現在   | [ 注 6 ] | 二人称 | okosala             | bokosala            |
| 現在   | [ 注 6 ] | 三人称 | akosala             | bakosala            |
| 現在   | 反復     | 一人称 | nakosalaka          | tokosalaka          |
| 現在   | 反復     | 二人称 | okosalaka           | bokosalaka          |
| 現在   | 反復     | 三人称 | akosalaka           | bakosalaka          |
| 過去   | 反復     | 一人称 | nasalaka            | tosalaka            |
| 過去   | 反復     | 二人称 | osalaka             | bosalaka            |
| 過去   | 反復     | 三人称 | asalaka             | basalaka            |
| 過去   | 平叙的   | 一人称 | nasali              | tosali              |
| 過去   | 平叙的   | 二人称 | osali               | bosali              |
| 過去   | 平叙的   | 三人称 | asali               | basali              |
| 過去   | 完了     | 一人称 | nasalaki            | tosalaki            |
| 過去   | 完了     | 二人称 | osalaki             | bosalaki            |
| 過去   | 完了     | 三人称 | asalaki             | basalaki            |
| 未来   | 未来     | 一人称 | nakosala nde nasali | tokosala nde tosali |
| 未来   | 未来     | 二人称 | okosala nde osali   | bokosala nde bosali |
| 未来   | 未来     | 三人称 | akosala nde asali   | bakosala nde basali |
| 接続法 | 接続法   | 一人称 | nasala              | tosala              |
| 接続法 | 接続法   | 二人称 | osala               | bosala              |
| 接続法 | 接続法   | 三人称 | asala               | basala              |
| 命令法 | 命令法   | 一人称 |                     | tosala              |
| 命令法 | 命令法   | 二人称 | sala                | bosala              |
| 命令法 | 命令法   | 三人称 |                     |                     |

なお、すでに#名詞で触れられたように動詞の不定形は第15クラスの名詞として扱われる。

### 統語論

#### 語順

##### 名詞句
リンガラ語の名詞句の語順は基本的に主要部（英: head）が先頭となる、つまり修飾される語が修飾する語句よりも前に現れるものとなる。
例:
- ndáko malámu - 良い家[11]
- ndáko mínei - 4軒の家[11]
- ndáko na bísó - 私たちの家[11]（参照: #所有）

ただし、所有表現が主要部に先行する場合もあり、また mwâ〈ちょっと、何か、やや〉という副詞は常に修飾される語の前にくる。
例:
- ya bísó ndáko - 我たちの家[11]
- mwâ kitóko - 何か美しい[11]

名詞句中に修飾語句（限定詞）が複数種類ある場合には、所有代名詞、数量詞（英: quantifier）や数詞、形容詞の順となる。
- 例: bandáko na ngáí nyónso ya kitoko[11]

グロス: 家.pl poss 1sg quant conn 美しい
訳: 「私の美しい家々全て」

##### 文
リンガラ語の文はSVO型（主語-述語-目的語）であり、間接目的語が直接目的語よりも前に現れる。
- 例: Kodi a-pés-í ngáí mokandá.[11]

グロス: コディ 3sg.an-prs 1sg 手紙
訳: 「コディが私に手紙をくれた。」

#### 所有
所有表現についてはリンガラ語の口語では「所有される物/者、連結辞、所有者」の語順で表される。連結辞としては na や ya が見られ、所有者は独立人称代名詞である。
例: ndáko na yɔ́〈あなたの家〉
なお、#歴史で触れられたリンガラ語の母体と推定されるボバンギ語においては、所有される名詞のクラスに応じて連結辞の部分が変化する現象が見られる（参照: ボバンギ語#形容詞的小辞）。

#### 否定文
否定は小辞 té（しばしば tê という形でも現れる）を否定したい内容の節の最後に置くことで表される。
例:
- Na-kok-í ko-kend-a na ndáko na yé té.[12]

グロス: 1sg-できる-prs inf-行く-evs へ 家 poss 3sg.an neg
訳: 「私は彼女の家へ行くことができない。」
- Na-yéb-í té sókó alingí ko-món-is-a ngáí mótuka na yé ya sika[12]

グロス: 1sg-知る-prs neg か 3sg.an-望む-prs inf-見る-caus-evs 1sg 車 poss 3sg.an conn 新
訳: 「彼女が私に新車を見せたいのか私は知らない。」

#### 疑問文
「はい」か「いいえ」で答える形式の疑問文の場合、語順は平叙文と同じである。
例:
- O-kok-í ko-kend-a na ndáko na yé?[12]

グロス: 2sg-できる-prs inf-行く-evs へ 家 poss 3sg.an
訳: 「君は彼女の家へ行くことはできる？」
wh疑問文の場合、疑問代名詞が主語として機能する場合は先頭に現れ、主語とならない疑問代名詞や疑問副詞は先頭と文末のいずれにも現れ得る。
例:
- Náni a-béng-ákí yó?[12]

グロス: inter.an 3sg.an-呼ぶ-pst 2sg
訳: 「誰が君を呼んだ？」
- O-béng-ákí nani?[12]

グロス: 2sg-呼ぶ-pst inter.an
訳: 「君は誰を呼んだ？」
- O-kend-ákí wápi?[12]

グロス: 2sg-行く-pst どこ
訳: 「君はどこへ行った？」
- Wápi o-kend-ákí?[12]

グロス: どこ 2sg-行く-pst
訳: 「君はどこへ行った？」
また、疑問代名詞や疑問副詞の後に名詞や代名詞が置かれることがよくあるが、これはもともとはコピュラがあったものの省略が行われた叙述用法であると考えられる。
例:
- Bóni Kodi? - コディはどうだ？[13]
- Níni yangó? - あれは何？[13]
- Wápi kiti? - 椅子はどこ？[13]